# Prosino
Prosino (niem. Prössin) – wieś sołecka w Polsce położona w województwie zachodniopomorskim, w powiecie drawskim, w gminie Czaplinek. 
Wieś królewska starostwa drahimskiego, pod koniec XVI wieku leżała w powiecie wałeckim województwa poznańskiego. W latach 1975–1998 miejscowość administracyjnie należała do województwa koszalińskiego. W roku 2007 wieś liczyła 50 mieszkańców.

## Geografia
Wieś leży ok. 13 km na północ od Czaplinka, ok. 600 m na północny wschód od jeziora Prosino.

## Przyroda
Na południowy zachód od wsi znajduje się faunistyczny rezerwat przyrody "Jezioro Prosino" o pow. 86 ha, utworzony 17 listopada 1988 r.